# 彩虹巴士
彩虹巴士（瑞典語：Vy Flygbussarna）是一家提供連接瑞典六大主要機場及市區的機場巴士客運公司，於1989年由斯德哥尔摩交通公司成立，現時由挪威國營鐵路企業Vy擁有及營運。

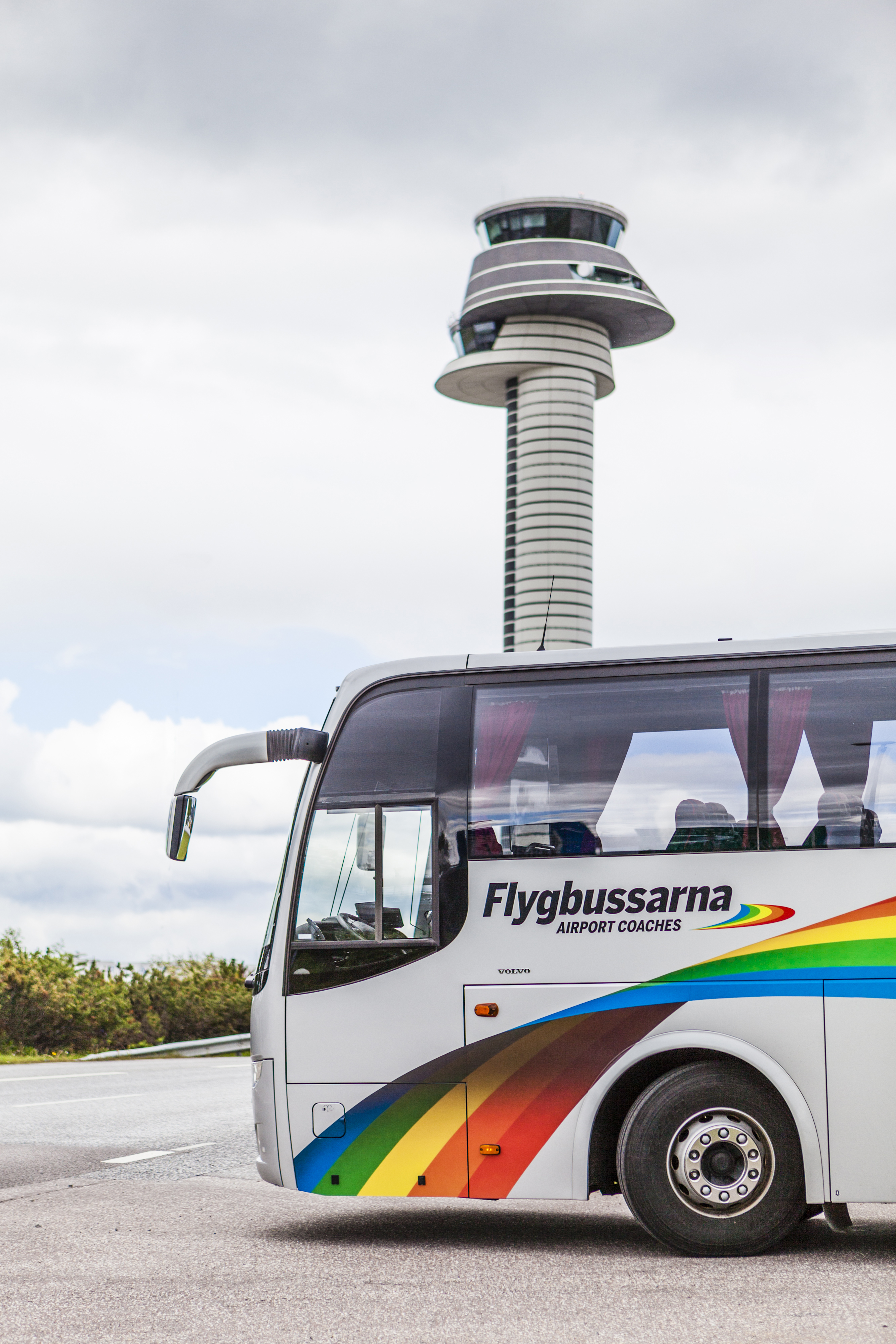
位於斯德哥爾摩－阿蘭達機場控制塔旁的彩虹巴士

## 服務路線
彩虹巴士為八個瑞典機場及兩個港口提供服務，以下是他們提供的服務路線：
機場:
- 斯德哥爾摩－阿蘭達機場 – 斯德哥爾摩
- 斯德哥爾摩－布魯瑪機場 – 斯德哥爾摩
- 斯德哥爾摩－斯卡夫司塔機場 – 斯德哥爾摩／林雪平／北雪平
- 斯德哥爾摩－韋斯特羅斯機場 – 斯德哥爾摩
- 哥德堡－蘭德維特機場 – 哥德堡
- 哥德堡市鎮機場 – 哥德堡
- 马尔默机场 – 馬爾摩／隆德
- 維斯比機場 – 維斯比 （只於夏季）

港口:
- 斯德哥爾摩(Cityterminalen) - 尼奈斯港，來往哥得蘭島的港口
- 斯德哥爾摩(Cityterminalen) - Stadsgården, 维京客轮的泊岸港口

## 廣告
於2009年，瑞典廣告公司Acne為了鼓勵司機乘公共汽車代替駕駛自己的汽車以減少二氧化碳排放量，以50輛破爛的汽車組成了一輛模仿彩虹巴士的客車。

## 收購
2019年12月，彩虹巴士營運商Transdev將此業務出售給挪威鐵路公司Vy，並於2020年3月完成收購。

## 外部連結
- Official website （页面存档备份，存于）